# Uwe Berger

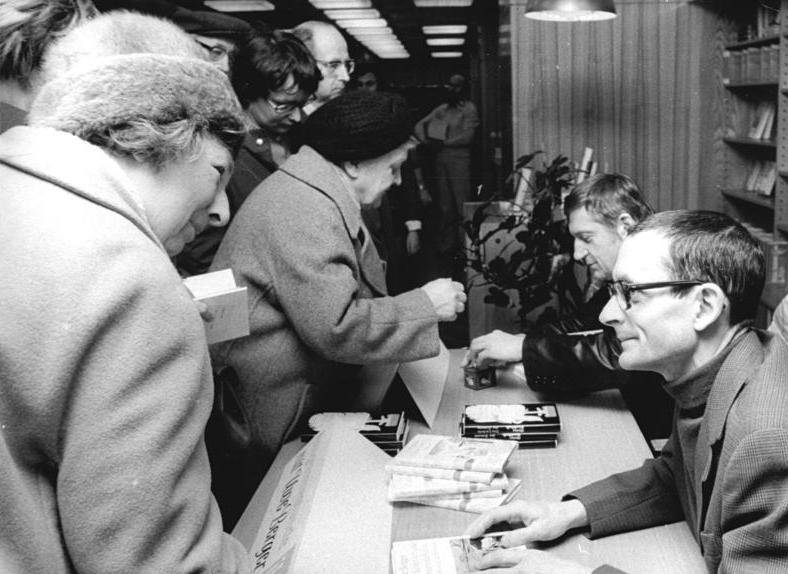
Uwe Berger (rechts) und Heinz Knobloch (2.v.r.) signieren ihre Bücher.

Uwe Berger (* 29. September 1928 in Eschwege; † 16. Februar 2014 in Berlin) war ein deutscher Lyriker, Essayist, Erzähler und einflussreicher Zensur-Lektor im Literaturbetrieb der DDR und arbeitete als inoffizieller Mitarbeiter im besonderen Einsatz (IME) eng zusammen mit dem Ministerium für Staatssicherheit (MfS).

## Leben
Uwe Berger war Abkömmling von Karlshafener Hugenotten. Sein Vater war Direktor bei der Deutschen Reichsbank. Die Jugend verbrachte Berger in Emden, Augsburg und Berlin. Während des Krieges wurde er mit 15 Jahren als Flakhelfer in der Umgebung von Berlin eingesetzt. Bei Kriegsende befand er sich als Marineoffizieranwärter in Dänemark. Nach der Heimkehr schrieb Berger erste Gedichte und machte Prosaversuche. Danach absolvierte er ein Studium der Germanistik und der Kunstwissenschaft an der Humboldt-Universität zu Berlin. Berger war Mitarbeiter im Volk und Wissen Verlag und Lektor im Aufbau-Verlag von 1949 bis 1955. Danach übte er seine literarische Tätigkeit freiberuflich aus.
Von 1970 bis 1989 war Berger aus politischer Überzeugung „intensiv“ für das MfS als IME „Uwe“ tätig. Er lieferte in großem Umfang bezahlte Gutachten über Schriftstellerkollegen, die sich durch „besondere Schärfe“ auszeichneten und zum Teil im direkten Auftrag des Leiters der Hauptabteilung (HA) XX Staatsapparat, Kultur, Kirche, Untergrund, Paul Kienberg entstanden. Berger unterstellte den Arbeiten der Begutachteten strafwürdige Intentionen, so bei Günter Kunert „zweifellos eine konterrevolutionäre Qualität“, setzte gelegentlich seine Verdammungsurteile aus eigenem Antrieb konspirativ um oder schlug dem MfS konkrete Zersetzungsmaßnahmen vor. Im Fall von Bettina Wegner empfahl er seinen Auftraggebern, in der DDR für ihre Gedichte den „Negativbegriff ‚Tampon-Lyrik‘“ in Umlauf zu bringen.
Berger wurde 1973 Vorstandsmitglied des Schriftstellerverbandes der DDR. Den Vorsitzenden Hermann Kant begriff er als Förderer seiner Konkurrenten und nutzte seine Stellung im MfS, um ihn zu bekämpfen, nicht ahnend, dass Kant selbst ein IM war. Außerdem war Berger von 1982 bis 1989 parteiloser Vizepräsident des DDR-Kulturbundes sowie Vorsitzender der Kreisarbeitsgemeinschaft Schreibender Tschekisten. 
Verheiratet war er mit Anneliese Berger.
Sein Grab befindet sich auf dem Waldfriedhof Oberschöneweide.

## Das Verhängnis oder Die Liebe des Paul Fleming(1983)
Im Zentrum der Erzählung stehe die Künstlerproblematik am Beispiel des Frieden ersehnenden Dichters Paul Fleming sowie seine Auffassung der Funktion von Dichtung während seiner bewegtesten Jahre ab dem Beginn seiner Russland- und Persienreise, schreibt Knut Kiesant in seiner Rezension. Berger unternehme in episodischer Erzählweise mit 23 Kapiteln eine historisch-essayistische Nachgestaltung des biografischen Entwicklungsweges und versuche die historische Distanz zum 17. Jahrhundert dadurch abzubauen, dass er den Figuren heutiges Wissen unterstelle, wobei die Grenze zwischen Information und Belehrung verschwimme. Sein allwissender Erzähler vermeide historisches Kolorit und es entstehe der Eindruck einer unverstellten Modernität. Allerdings werde keine kritische Distanz zur Hauptfigur aufgebaut, dafür aber die Dichtung Flemings dem Leser nahegebracht und deren zeitgenössische Wirkung verständlich.

## Ehrungen
- Johannes-R.-Becher-Preis 1961
- Heinrich-Heine-Preis 1968
- Nationalpreis der DDR 1972
- Johannes-R.-Becher-Medaille 1982
- Theodor-Körner-Preis 1988
- Professorentitel h. c. der humanistischen Disziplinen, 1988 verliehen von der Interamerican University of Humanistic Studies

## Werke (Auswahl)
- Die Einwilligung. Sechs Erzählungen. Aufbau-Verlag, Berlin 1955
- Straße der Heimat. Gedichte. Aufbau-Verlag, Berlin 1955
- Der Dorn in dir. Gedichte. Aufbau-Verlag, Berlin 1958
- Der Erde Herz. Gedichte. Aufbau-Verlag, Berlin 1960
- Hütten am Strom. Gedichte 1946–1961. Aufbau-Verlag, Berlin 1961
- Rote Sonne. Skizzen und Aufzeichnungen. Aufbau-Verlag, Berlin 1963
- Mittagsland. Gedichte. Aufbau-Verlag, Berlin 1965
- Gesichter. Gedichte. Aufbau-Verlag, Berlin 1968
- Die Chance der Lyrik. Aufsätze und Betrachtungen. Aufbau-Verlag, Berlin 1971
- Bilder der Verwandlung. Gedichte. Aufbau-Verlag, Berlin 1971
- Arbeitstage. Aus dem Tagebuch 1964–1972. Aufbau-Verlag, Berlin 1973
- Feuerstein. Gedichte. Auswahl und Nachwort von Armin Zeißler, Reclam-Verlag, Leipzig 1974
- Lächeln im Flug. Gedichte. Aufbau-Verlag, Berlin 1975
- Backsteintor und Spreewaldkahn. Märkische Landschaften. Aufbau-Verlag, Berlin 1975
- Nebelmeer und Wermutsteppe. Begegnungen. Aufbau-Verlag, Berlin 1977
- Zeitgericht (Gedichte 1946–1975). Militärverlag der Deutschen Demokratischen Republik, Berlin 1977
- Leise Worte. Gedichte. Aufbau-Verlag, Berlin 1978
- Der Schamanenstein. Menschen und Orte. Aufbau-Verlag, Berlin 1980
- Nur ein Augenblick. 99 Reiseskizzen. Aufbau-Verlag, Berlin 1981
- Auszug aus der Stille. Gedichte. Aufbau-Verlag, Berlin 1982
- Das Verhängnis oder Die Liebe des Paul Fleming (Roman). Aufbau-Verlag, Berlin 1983
- Die Neigung. Roman. Aufbau-Verlag, Berlin 1984
- In deinen Augen dieses Widerscheinen. Gedichte. Aufbau-Verlag, Berlin 1985
- Woher und wohin. Aufsätze und Reden 1972–1984. Aufbau-Verlag, Berlin 1986
- Das Gespräch der Delphine. Der Kinderbuchverlag, Berlin 1986
- Weg in den Herbst (Erinnerungen). Aufbau-Verlag, Berlin 1987
- Traum des Orpheus. Liebesgedichte 1949–1984. Aufbau-Verlag, Berlin 1988
- Last und Leichtigkeit. Oden. Aufbau-Verlag, Berlin 1989
- Flammen oder Das Wort der Frau. Erzählung. Aufbau-Verlag, Berlin 1990
- Atem. Liebesgedichte und Grafiken. Mauer-Verlag Kriese, Rottenburg a/N 2003
- Räume. Verse und Bilder. Mauer-Verlag Kriese, Rottenburg a/N 2004
- Pfade hinaus. Episoden der Erinnerung. Mauer-Verlag Kriese, Rottenburg a/N 2005
- Wegworte. Gedichte und Zeichen. Zwiebelzwerg-Verlag, Willebadessen 2006
- Kater-Vater. Sinngedichte. Zwiebelzwerg-Verlag, Willebadessen 2006
- Den Granatapfel ehren. Hundert Gedichte 1946–1989. Mit Skizzen des Verfassers. Zwiebelzwerg-Verlag, Willebadessen 2007
- Du wirst sein. Gedichte und Zeichen. Mit Skizzen des Verfassers. Zwiebelzwerg-Verlag, Willebadessen 2010
- Vom Sinn. Nachlese. Zwiebelzwerg-Verlag, Willebadessen 2011/2012
- Ungesagtem lauschen. Aus dem Tagebuch der Jahre 2000 bis 2012. EDITION digital, Pinnow 2013
- Suche nach mehr. Roman. EDITION digital, Pinnow 2013
- Das Gespräch der Delfine und anderer Tiere. Sinngedichte. EDITION digital, Pinnow 2015
- Ein Schiff fährt über Land. Ostfriesland und das Meer. Gedichte. EDITION digital, Pinnow 2015